# Froschdosis
Die Froschdosis (FD) ist eine veraltete Einheit. Mit ihr wurde früher die Wirksamkeit von Herzglykosiden (z. B. Digitalis) bestimmt. Dabei wird einem Laubfrosch die kleinste Menge des zu bestimmenden Wirkstoffs in den Brustlymphsack injiziert und festgestellt, ob ein Herzstillstand eintritt. Diese Form der Wirksamkeitsbestimmung wurde ab den 1950er Jahren durch die Vorrätighaltung von definierten Mengen von Digitalis nicht mehr angewendet.